# Colusa County

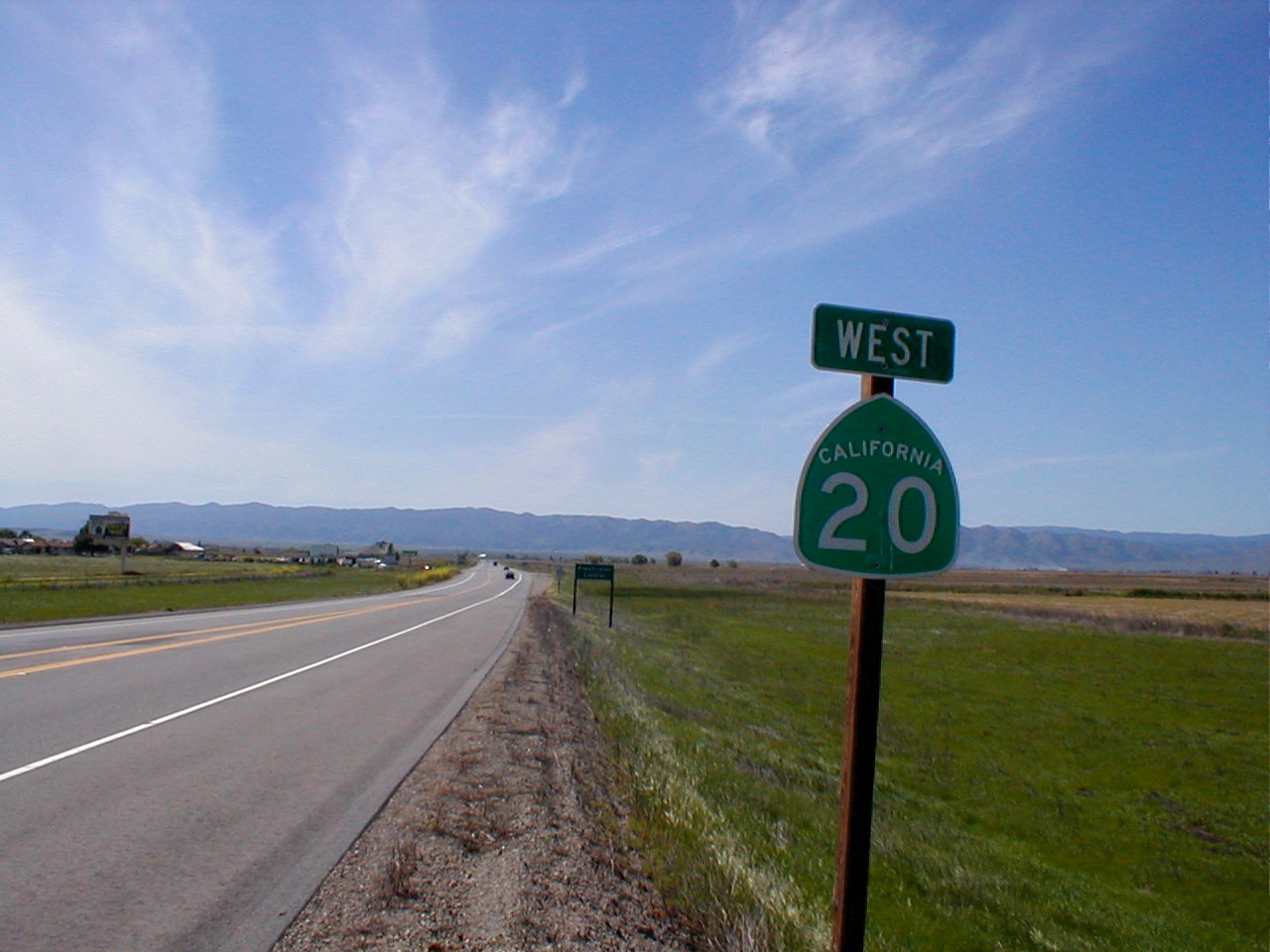
SR 20 in Colusa County.

Colusa County is een van de 58 county's in de Amerikaanse deelstaat Californië. Het bevindt zich ten noordwesten van de hoofdstad Sacramento, in het westen van de Sacramento Valley. De hoofdplaats is Colusa. In 2010 woonden er 21.419 mensen in Colusa County.

## Geografie
De county heeft een totale oppervlakte van 2.995 km², waarvan 14 km² of 0,48% oppervlaktewater is.

### Aangrenzende county's
- Yolo County - zuiden
- Lake County - westen
- Glenn County - noorden
- Butte County - noordoost
- Sutter County - oosten

### Steden en dorpen
- Arbuckle
- Colusa
- Williams

## Demografie
De volkstelling van 2010 door het United States Census Bureau wees uit dat er 21.419 mensen in Colusa County woonden. De etnische samenstelling was als volgt: 64,7% blank, 2,0% indiaans, 1,3% Aziatisch, 0,9% Afro-Amerikaans en 0,3% afkomstig van de eilanden in de Stille Oceaan. Overigens identificeerde 27,3% zichzelf met een ander ras en 3,6% met twee of meer rassen. Van de totale bevolking zag een meerderheid (55,1%) zichzelf als Hispanic of Latino. In 2000 was dat nog maar 46,5%.